# العلاقات اليمنية البوتسوانية
العلاقات اليمنية البوتسوانية هي العلاقات الثنائية التي تجمع بين اليمن وبوتسوانا.

## مقارنة بين البلدين
هذه مقارنة عامة ومرجعية للدولتين:
| وجه المقارنة                                              | اليمن                   | بوتسوانا                       |
| --------------------------------------------------------- | ----------------------- | ------------------------------ |
| المساحة (كم2)                                             | 555.00 ألف              | 581.74 ألف                     |
| عدد السكان (نسمة)                                         | 28.25 مليون             | 2.29 مليون                     |
| الكثافة السكانية (ن./كم²)                                 | 50.9                    | 3.94                           |
| العاصمة                                                   | صنعاء عدن (عاصمة مؤقتة) | غابورون                        |
| اللغة الرسمية                                             | اللغة العربية           | لغة إنجليزية                   |
| العملة                                                    | ريال يمني               | بولا بوتسواني                  |
| الناتج المحلي الإجمالي (بليون دولار)                      | 18.21 مليار             | 17.41 مليار                    |
| الناتج المحلي الإجمالي (تعادل القوة الشرائية) بليون دولار | 75.69 مليار             | 35.84 مليار                    |
| الناتج المحلي الإجمالي الاسمي للفرد دولار أمريكي          | 1.41 ألف                | 6.36 ألف                       |
| الناتج المحلي الإجمالي للفرد دولار أمريكي                 |                         | 16.10 ألف                      |
| مؤشر التنمية البشرية                                      | 0.498                   | 0.698                          |
| رمز المكالمات الدولي                                      | +967                    | +267                           |
| رمز الإنترنت                                              | .ye                     | .bw                            |
| المنطقة الزمنية                                           | ت ع م+03:00             | ت ع م+02:00، توقيت وسط إفريقيا |

## منظمات دولية مشتركة
يشترك البلدان في عضوية مجموعة من المنظمات الدولية، منها:
| علم المنظمة | اسم المنظمة                               | تاريخ انضمام اليمن | تاريخ انضمام بوتسوانا |
| ----------- | ----------------------------------------- | ------------------ | --------------------- |
|             | يونسكو                                    | 2 أبريل 1962       | 16 يناير 1980         |
|             | مؤسسة التمويل الدولية                     | 22 مايو 1970       | 23 مارس 1979          |
|             | المركز الدولي لتسوية المنازعات الاستشارية | 20 نوفمبر 2004     | 14 فبراير 1970        |
|             | منظمة حظر الأسلحة الكيميائية              | ?                  | ?                     |
|             | مؤسسة التنمية الدولية                     | 22 مايو 1970       | 24 يوليو 1968         |
|             | وكالة ضمان الاستثمار متعدد الأطراف        | 12 مارس 1996       | 15 مايو 1990          |
|             | الاتحاد البريدي العالمي                   | ?                  | ?                     |
|             | الاتحاد الدولي للاتصالات                  | 1931               | 2 أبريل 1968          |
|             | منظمة الشرطة الجنائية الدولية             | ?                  | ?                     |
|             | الأمم المتحدة                             | 30 سبتمبر 1947     | 17 أكتوبر 1966        |
|             | البنك الدولي للإنشاء والتعمير             | 3 أكتوبر 1969      | 24 يوليو 1968         |

## وصلات خارجية
- موقع وزارة الخارجية البوتسوانية